# Calcutta Port Commissioners’ Railway
| Calcutta Port Commissioners’ Railway   | Calcutta Port Commissioners’ Railway |
| -------------------------------------- | ------------------------------------ |
| Wappen der Hafenkommisare von Kalkutta |                                      |
| Streckenlänge:                         | 319 km                               |
| Spurweite:                             | 1676 mm (Kolonialspur)               |
|                                        |                                      |

Die Calcutta Port Commissioners’ Railway (abgekürzt CPCR oder CPC) war eine breitspurige Hafenbahn, die zwischen 1875 und 1893 schrittweise eröffnet wurde. Sie bediente das Gebiet von Kalkutta entlang des Flusses Hugli von Chitpur im Norden, wo es einen Bahnhof der Eastern Bengal Railway gab, bis zu den Kidderpore Docks im Süden. Vor der Eröffnung der Strecke mussten die Eisenbahnwagen mit Fähren über den Hugli transportiert werden, wo die Bengal Nagpur Railway einen Bahnhof hatte. Bis zur Ankunft der ersten Dampflokomotiven 1877 setzte die CPCR Lokomotiven der East Indian Railway ein.

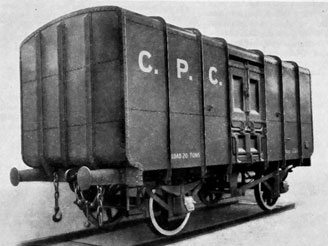
Gedeckter Güterwagen der CPC

Am 31. Dezember 1897 besaß die Gesellschaft 8 Dampflokomotiven und 372 Güterwagen. Bis 1936 stieg der Bestand auf 55 Lokomotiven und 1789 Güterwagen. 1971 waren noch 61 Dampf- und bereits 9 Diesellokomotiven, sowie 2331 Güterwagen im Einsatz. Die letzten Dampflokomotiven wurden 1976 außer Dienst gestellt.
Heute verkehrt im Hafengelände die Kolkata Dock System Railway, mit allerdings nur noch 18 km Streckenlänge. Ein Großteil der Strecke außerhalb des Hafens wird heute von der Kolkata Circular Railway genutzt.